# Pyrosoma

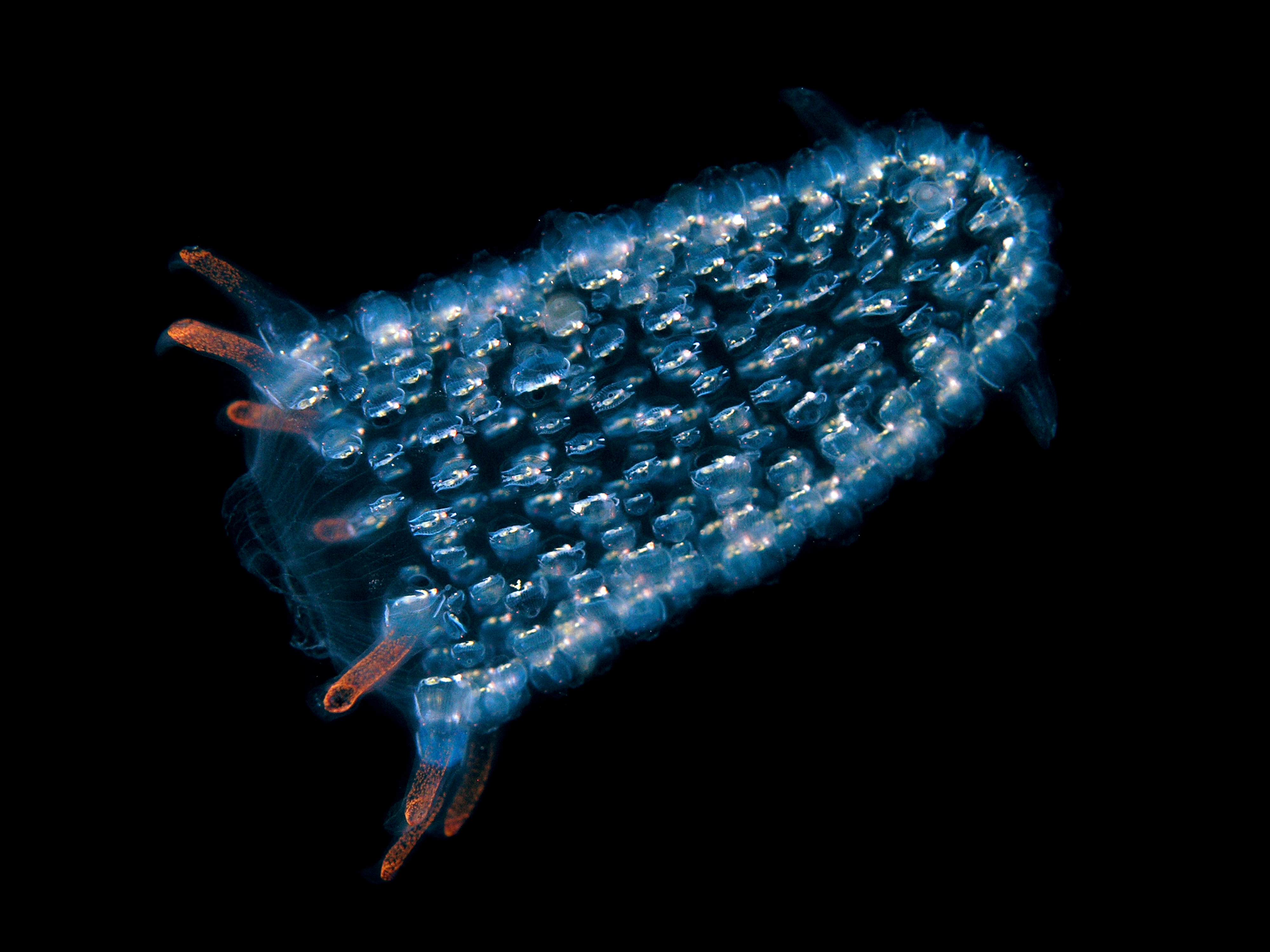
Colónia juvenil de Pyrosoma (Atauro, Timor)
(comprimento c. 1 cm).

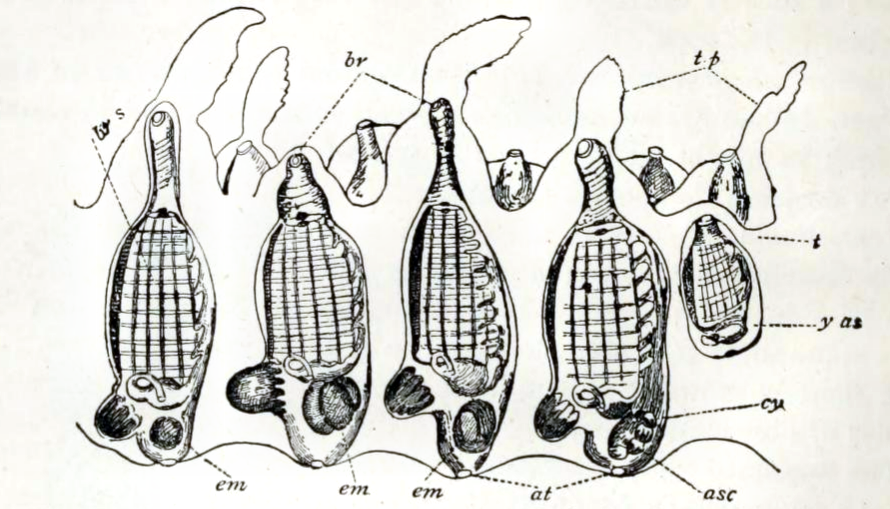
Secção através da parede de um pirossoma (aumentado) mostrando uma única camada de ascidiozoóides; br) orifício branquial; at) orifício atrial; tp) processo do ; br s) saco branquial.

Pyrosoma é um género de tunicados coloniais pelágicos da família Pyrosomatidae, ordem Pyrosomida, classe Thaliacea, que ocorrem nas camadas superficiais das regiões oceânicas de águas quentes, embora ocasionalmente ocorram a maiores profundidades. As colónias são cilíndricas ou cónicas, com tamanho que varia desde alguns centímetros até 8 m de comprimento, agrupando centenas de milhar de indivíduos (os zoóides) interligados por uma matriz gelatinosa, cada um deles com apenas alguns milímetros de comprimento.

## Descrição
Os Pyrosoma são tunicados coloniais caracterizados pela formação de colónias planctónicas alongadas, por vezes com vários metros de comprimento, capazes de exibir bioluminescência brilhante, emitindo pulsos de luz de coloração azul-esverdeada pálida, visível a muitas dezenas de metros de distância na água. O nome Pyrosoma tem como etimologia o grego pyro = "fogo" e soma = "corpo", uma referência à sua bioluminescência. Os Pyrosoma são filogeneticamente próximos das salpas, com as quais partilham diversas características morfológicas, sendo por vezes designados por "salpas-de-fogo". Quando navegando durante a noite em mares calmos das regiões oceânicas, os marinheiros são por vezes surpreendidos pela presença de pirossomas luminosos, visíveis através da superfície das águas.
As colónias das espécies do género Pyrosoma apresentam uma morfologia típica, tendendo para formas tubulares, por vezes com terminação cónica, sendo em geral longos cilindros ocos constituídos por centenas de milhar de indivíduos, conhecidos por zoóides. As colónias variam em tamanho de menos de um centímetro a vários metros de comprimento.
Cada zoóide tem apenas alguns milímetros de comprimento, mas estão embebidos numa túnica gelatinosa que os une numa estrutura tubular comum. A estrutura é em geral flexível, mantendo a sua forma, com ambos os extremos abertos, devido à imersão. Contudo, algumas colónias apresentam algum grau de rigidez, mantendo a forma mesmo quando retiradas do mar.
Todos os zoóides apresentam uma abertura para o exterior do «tubo» e outra para o interior, aspirando água do exterior pela abertura externa, fazendo-a atravessar uma estrutura filtradora designada por «saco branquial» na qual são retidas as partículas e as células microscópicas de plâncton (essencialmente fitoplâncton) que servem de alimento ao organismo. A água filtrada é expelida pela abertura interna para o interior do «cilindro» da colónia. A colónia apresenta um aspecto granuloso no exterior, com cada pequena protuberância a corresponder a um zoóide, mas lisa na face interna, apesar de perfurada com uma multiplicidade de aberturas, uma por cada zoóide.
Os Pyrosoma são planctónicos, sendo os seus movimentos essencialmente controlados pelas correntes, marés e ondas. Apesar disso, numa escala menor, cada colónia pode movimentar-se lentamente por um processo de propulsão a jacto, criado no interior do «tubo» pela batida coordenada dos cílios dos sacos branquiais de todos os zoóides, o qual também cria as correntes que provocam a advecção dos materiais alimentares até à abertura externa e a correspondente corrente de saída no interior da estrutura da colónia.

## Bioluminescência
Apesar de muitos organismos planctónicos serem bioluminescentes, a luminescência do Pyrosoma é pouco comum no seu brilho e período sustentado de emissão luminosa, o que quando avistados no mar pelo cientista Thomas Henry Huxley, em 1849, evocou o seguinte comentário :
«Acabo de assistir à Lua a pôr-se em toda sua glória, e olhei para essas luas menores, os belos Pyrosoma, brilhando como cilindros incandescentes na água».
As colónias de Pyrosoma muitas vezes apresentam ondas de luz que oscilam para a frente e para trás através da colónia, já que cada indivíduo zoóide detecta a luz pela sua vizinhança e, em seguida, emite luz em resposta. Cada zoóide contém um par de órgãos luminescentes localizados perto da superfície exterior da túnica, que são recheados por organelos produtores de luz que podem ser bactérias intracelulares bioluminescentes. As ondas de bioluminescência que se movem dentro de uma colónia, aparentemente, não são propagadas por meio de neurónios, mas por um processo fótico.
Quando os zoóides emitem impulsos luminosos não só estimulam os outros zoóides dentro da colónia para bioluminescerem, mas também as colónias próximas exibem bioluminescência em resposta. As colónias bioluminescem em resposta a estimulação mecânica (táctil), bem como à luminosa.

## Espécies

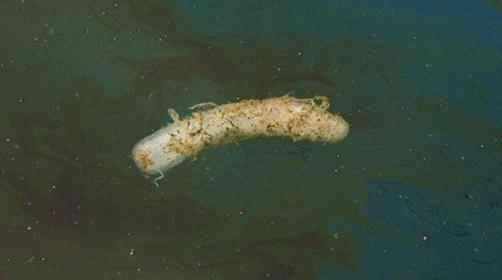
Pyrosoma morto, encontrado a flutuar no Golfo do México.

As seguintes espécies de Pyrosoma são consideradas como validamente descritas pelo World Register of Marine Species:
- Pyrosoma aherniosum  Seeliger, 1895
- Pyrosoma atlanticum  Péron, 1804
- Pyrosoma godeauxi  van Soest, 1981
- Pyrosoma ovatum  Neumann, 1909
- Pyrosoma spinosum Herdman, 1888

A informação taxonómica contida na base de dados Catalogue of Life permite construir o seguinte cladograma:
| Pyrosoma | \| \| Pyrosoma aherniosum \| \| \| \| \| \| Pyrosoma atlanticum \| \| \| \| \| \| Pyrosoma godeauxi \| \| \| \| \| \| Pyrosoma ovatum \| \| \| \| \| \| Pyrosoma spinosum \| \| \| \| |
|          | \| \| Pyrosoma aherniosum \| \| \| \| \| \| Pyrosoma atlanticum \| \| \| \| \| \| Pyrosoma godeauxi \| \| \| \| \| \| Pyrosoma ovatum \| \| \| \| \| \| Pyrosoma spinosum \| \| \| \| |
|          | Pyrosomella |
|          | |
|          | Pyrostremma |
|          | |
|          | Pyrosoma aherniosum |
|          | |
|          | Pyrosoma atlanticum |
|          | |
|          | Pyrosoma godeauxi |
|          | |
|          | Pyrosoma ovatum |
|          | |
|          | Pyrosoma spinosum |
|          | |

|  | Pyrosoma aherniosum |
|  |                     |
|  | Pyrosoma atlanticum |
|  |                     |
|  | Pyrosoma godeauxi   |
|  |                     |
|  | Pyrosoma ovatum     |
|  |                     |
|  | Pyrosoma spinosum   |
|  |                     |